# Antonia Franceschi
Pour les articles homonymes, voir Franceschi.
Antonia Franceschi, née le 30 mars 1960 à Columbus (Ohio), est une actrice, danseuse et chorégraphe américaine. Elle est surtout connue pour son rôle d'Hilary, la riche danseuse, dans le film Fame d’Alan Parker (1980). Ancien membre du New York City Ballet, elle vit à Londres.

## Filmographie
- 1978 : Grease de Randall Kleiser : une danseuse
- 1980 : Fame d'Alan Parker : Hilary Van Doren
- 1986 : Karaté Kid 2 (The Karate Kid Part II) de John G. Avildsen : Hilary (non créditée - extrait de Fame à la télévision)
- 2000 : La Coupe d'or (The Golden Bowl) de James Ivory : la première reine
- 2020 : Stars in the House (série TV) : Elle-même